# Semecarpus nigroviridis
Semecarpus nigroviridis är en sumakväxtart som beskrevs av Thw.. Semecarpus nigroviridis ingår i släktet Semecarpus och familjen sumakväxter. Inga underarter finns listade i Catalogue of Life.